# Rocco Cristiano
Rocco Cristiano (Sasso di Castalda, 18 luglio 1884 – Terni, 23 maggio 1967) è stato un direttore di banda, musicista e compositore italiano, apprezzato per la sua "energica ed intelligente bacchetta". Le sue opere e le sue trascrizioni per banda continuano ad essere pubblicate: esse sono tuttora eseguite e fanno parte del repertorio di numerose bande italiane.

## Biografia
Rocco Cristiano nasce a Sasso di Castalda in provincia di Potenza nel 1884.
Fino al 1903 studia musica presso l'Istituto Umberto I ad Avigliano con Roberto Orlando. Si perfeziona sotto la guida di Raffaele Caravaglios e si diploma a soli 18 anni in strumentazione per banda al Conservatorio San Pietro a Majella di Napoli.
Dal 1903 al 1913 è direttore della banda ad Acerenza dove, dal 1907, lavora anche come organista della Cattedrale e insegnante di pianoforte e canto al Seminario Archidiocesano.

### Cannara
Nel 1913 risulta primo fra 25 concorrenti al concorso bandito dal Comune di Cannara per dirigere il Concerto Municipale e l'annessa scuola di musica. Mantiene l'incarico fino al 1927 prestando servizio anche come organista della Collegiata di San Matteo.
A Cannara grande è il contributo apportato nel periodo di sua attività, tanto che le testimonianze scritte parlano di una “eccellente direzione” ed “energica ed intelligente bacchetta”. Tra i concerti più apprezzati quello tenutosi nell'agosto del 1920 a Bevagna o quello dell'ottobre dello stesso anno ad Assisi, quando, secondo i cronisti dell'epoca, l'esecuzione di un repertorio di grande effetto suscitò “ammirazione e consensi”.
Nel 1921 ottiene un grande consenso popolare con l'esecuzione a Perugia della “Semiramide” di Rossini e dell'“Inno al Sole” di Mascagni.
Quando i capi del fascismo hanno modo di conoscere l'alto livello d'esecuzione a cui il maestro Rocco Cristiano ha portato il Concerto Musicale di Cannara, il sodalizio diviene la Banda Musicale ufficiale della IX zona fascista. Tra le prime sortite è da ricordare, nel 1922, la partecipazione della banda musicale di Cannara alla partenza da Perugia della marcia su Roma e, sempre nello stesso anno, la presenza ad Ancona per solennizzare il raduno delle camicie nere di Emilia-Romagna, Marche, Umbria, Abruzzi.
Nel 1925 viene nominato Cavaliere dell'Ordine della Corona d'Italia.
Dopo quattordici anni di successi, Rocco Cristiano lascia nel 1927 il Concerto Musicale di Cannara per Foligno ma, prima di andarsene, riceve il commiato delle autorità e di tutti i cittadini per la passione, l'abilità e la bravura dimostrata.

### Foligno
Nel 1927 è a Foligno, incaricato di dirigervi la Scuola di musica. Fra i suoi compiti figura anche quello di ricostruire il Concerto Civico folignate, che era stato sciolto nel 1920.
In questo periodo viene più volte invitato a far parte di varie giurie. Nel 1924 si trova a Venezia al Primo Concorso Musicale ed Internazionale per bande e cori organizzato in occasione della XIV Esposizione Internazionale d'Arte: in quell'occasione il brano d'obbligo per le Bande concorrenti nella II categoria è una sua trascrizione, la sinfonia da “Il barbiere di Siviglia”, edita dalla casa editrice Tito Belati. Nello stesso anno è presidente della giuria di un concorso bandistico a Stazzema (Lucca). Anche qui il brano d'obbligo è una sua trascrizione, la fantasia “Le belle di notte” di Alfredo Cuscinà.

### Terni
Nel 1930 entra in servizio all'Istituto Musicale "Giulio Briccialdi" di Terni dopo aver superato una selezione tra 27 concorrenti: vi insegnerà fino al 1952.
Nel periodo dal 1930 al 1943 gli viene affidato anche l'insegnamento di canto corale nella Reale Scuola di Avviamento Industriale “Benedetto Brin” di Terni.
La Reale Accademia di Italia, nell'adunanza del 4 aprile 1936, delibera la concessione di un premio per le sue composizioni. Nel 1945 il Comune di San Gemini gli assegna il posto di maestro della locale banda musicale. Nel 1947 gli viene affidato l'incarico di direttore della Banda Musicale di Terni, un complesso con una lunga storia: il complesso bandistico di Terni, attivo ancor oggi, era stato fondato nel 1863, con il nome di Concerto cittadino, allo scopo di accompagnare le marce della Guardia Nazionale Italiana, costituita dopo l'Unità d'Italia di due anni prima. La banda aveva annoverato, nei propri ranghi, anche la figura dell'artista Orneore Metelli, suonatore di flicorno e trombone
Durante gli anni della sua direzione, la Banda di Terni conosce un periodo di intensa attività.
Il 3 luglio 1952 termina la sua carriera pubblica dedicandosi, da allora in poi, all'insegnamento privato e alla composizione. In questi ultimi anni segue anche la banda musicale di Orte. Nel mese di giugno del 1961 gli viene consegnata una medaglia di benemerenza per l'attività didattica svolta nell'Istituto Musicale "Giulio Briccialdi" di Terni e per la direzione della stessa Banda Musicale. Muore a Terni il 23 maggio 1967.

## Composizioni e adattamenti
Tra i suoi lavori ricordiamo:
Composizioni
- Acheruntia (marcia sinfonica, Casa editrice Tito Belati)
- Orte (marcia brillante, editore Pucci)
- Requiem (marcia funebre, Casa editrice Tito Belati)
- Cordoglio (marcia funebre, Casa editrice Tito Belati)
- Rosa Mistica (marcia religiosa, Casa editrice Tito Belati)
- Umbria (marcia sinfonica, Casa editrice Tito Belati)
- Timia, dedicata alla città di Cannara, (marcia brillante, Casa editrice Tito Belati)
- Lucania (marcia sinfonica, Casa editrice Tito Belati)
- Riconoscenza (marcia sinfonica, Casa editrice Tito Belati)
- Archi (marcia sinfonica, Casa editrice Tito Belati)
- La Dinamica (marcia sinfonica)

Trascrizioni per banda
- Lodoletta di Pietro Mascagni
- Tancredi di Gioachino Rossini
- La Rondine di Giacomo Puccini
- Sinfonia in Si minore (l'incompiuta) di Franz Schubert
- Lohengrin di Richard Wagner
- Danza ungherese N. 5 e 6 di Johannes Brahms
- Inno Pontificio di Charles Gounod
- La Sonnambula di Vincenzo Bellini
- Norma di Vincenzo Bellini
- Stabat Mater di Gioachino Rossini
- Sly di Ermanno Wolf-Ferrari
- Fedora di Umberto Giordano
- Andrea Chénier di Umberto Giordano
- Nabucco di Giuseppe Verdi (Marcia funebre sui motivi dell'Opera)
- Rapsodia napoletana (Napule bello – 'O marenariello - Carmela - Santa Lucia - Torna a Surriento - Vieni sul mare - Maria mari' - La spagnola - Fenestra ca lucive - 'O sole mio - Voce 'e notte - Comme facette mammeta – Finale)

Le sue opere e le sue trascrizioni per banda continuano ad essere pubblicate: esse sono tuttora eseguite e fanno parte del repertorio di numerose bande.

## Discografia
Nel 2012 la Storica Banda Musicale "Francesco Bajardi" di Isnello (PA) diretta dal Maestro Giuseppe Testa, pubblica il cd dal titolo "La Banda di Isnello interpreta Rocco Cristiano". Il disco contiene il "live" del concerto celebrativo in ricordo di Rocco Cristiano tenutosi a Sasso di Castalda (PZ) il 18 agosto del 2011. Realizzato in collaborazione con la Casa Musicale "Tito Belati" di Perugia" contiene 10 brani tra marce militari, sinfoniche e trascrizioni.
Info https://web.archive.org/web/20160505140235/http://bandamusicalebajardi.it/index.php?option=com_content&view=article&id=83:la-banda-di-isnello-interpreta-rocco-cristiano&catid=36:discografia&Itemid=68

## Riconoscimenti e onorificenze
- Il comune di San Gemini gli ha dedicato il nome di una via.
- Il comune di Cannara il 4 Luglio 2021 gli ha dedicato il nome di una via .